# Glorieta (Schönbrunn)

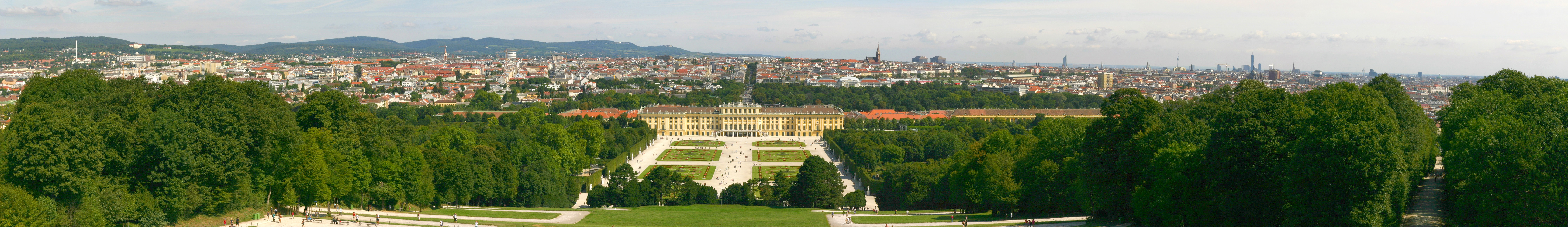
Widok z Gloriety na Pałac Schönbrunn i Wiedeń

Glorieta w Schönbrunn – ukończona w 1775 r. barokowa glorieta, usytuowana na wzgórzu o wysokości 60 m za Pałacem Schönbrunn w Wiedniu. Położony poniżej pałac i widoczną w oddali panoramę miasta można podziwiać ze znajdującej się w pawilonie kawiarni.

Glorieta jest poświęcona jako pomnik sprawiedliwej wojny, która doprowadziła do pokoju. Wraz z przejęciem władzy przez Marię Teresę doszło najpierw do wojny o sukcesję austriacką, a później do wojny siedmioletniej. Na froncie gloriety znajduje się następująca inskrypcja: JOSEPHO II. AVGVSTO ET MARIA THERESIA AVGVSTA IMPERANTIB. ERECT. CIƆIƆCCLXXV (wzniesiono podczas panowania cesarza Józefa II i cesarzowej Marii Teresy 1775) Inskrypcja używając wyrażeń AVGVSTO i AVGVSTA nawiązuje do pierwszego cesarza rzymskiego Oktawiana Augusta, którego spadkobiercami i następcami czuli się Habsburgowie w ich funkcji cesarzy Świętego Cesarstwa Rzymskiego (z późniejszym dopiskiem potocznym, który nigdy nie był nazwą urzędową, „Narodu Niemieckiego”).
Interesujący jest zapis daty na fasadzie glorietty: ERECT. CIƆIƆCCLXXV (zbudowano w 1775 r). Zastąpiono w nim literę M oznaczającą w rzymskim zapisie 1000, grecką literą Φ (Phi) - CIƆ, która była używana wymiennie z literą M także w antycznym Rzymie. Dla zapisu wartości 500 zastąpiono rzymską literę D połową Φ czyli IƆ. 